# Julien Bertheau
Julien Bertheau (* 19. Juni 1910 in Algier, Algerien; † 28. Oktober 1995) war ein französischer Schauspieler und Regisseur.

## Leben
Das Mitglied der Comédie-Française wurde in Frankreich vor allem als Bühnenstar bekannt. Im Kino spielte er in mehreren Filmen von Luis Buñuel (Morgenröte, Die Milchstraße, Der diskrete Charme der Bourgeoisie, Das Gespenst der Freiheit, Dieses obskure Objekt der Begierde). Außerdem verkörperte er Napoleon neben Sophia Loren in Madame Sans-Gêne (1962). Weitere Rollen hatte er abermals neben Loren sowie neben Jean Gabin in Das Urteil (1974), in Costa-Gavras’ Sondertribunal (1975) sowie als Ex-Liebhaber von Antoine Doinels Mutter in François Truffauts Liebe auf der Flucht (1979). Seine letzte Rolle spielte Bertheau 1986 in Costa-Gavras’ Ehrbare Ganoven.
Bertheau war auch als Theaterregisseur erfolgreich.

## Filmografie (Auswahl)
- 1942: Symphonie der Liebe (La symphonie fantastique)
- 1958: Mit den Waffen einer Frau (En cas de malheur)
- 1969: Die Milchstraße (La Voie lactée)
- 1972: Der diskrete Charme der Bourgeoisie (Le charme discret de la bourgeoisie)
- 1974: Das Gespenst der Freiheit (Le Fantôme de la liberté)
- 1974: Der Uhrmacher von St. Paul (L’Horloger de Saint-Paul)
- 1975: Sondertribunal – Jeder kämpft für sich allein (Section spéciale)
- 1977: Dieses obskure Objekt der Begierde (Cet obscur objet du désir)
- 1979: Liebe auf der Flucht (L’Amour en fuite)
- 1986: Ehrbare Ganoven (Conseil de famille)